# Ото Хайнрих Фугер
Ото Хайнрих Фугер (на немски: Otto Heinrich Fugger, Otto Heinrich Fugger; Ott Heinrich; Ottheinrich; * 12 януари 1592 в Аугсбург; † 12 октомври 1644 в Аугсбург) от род Фугер е граф на Кирххайм-Вайсенхорн в Бавария, господар на Микхаузен, Грьоненбах и Матзис. Той е командир на войската на Курфюрство Бавария през Тридесетгодишната война.
Той е вторият син на Кристоф Фугер фон Кирхберг-Вайсенхорн, господар на Гльот (1566 – 1615 в Аугсбург) и съпругата му графиня Мария фон Шварценберг (1572 – 1622 в Аугсбург), дъщеря на граф От-Хайнрих фон Шварценберг-Хоенландсберг (1535 – 1590 в Мюнхен) и втората му съпруга фрайин Катарина фон Фрундсберг (1530 – 1582). Внук е на граф Ханс Фугер фон Кирхберг-Вайсенхорн (1531 – 1598) и правнук на Антон Фугер (1493 – 1560). Брат е на Йохан Ернст Фугер фон Кирхберг-Вайсенхорн (1590 – 1628) и на Мария Фугер (1594 – 1635), омъжена на 18 октомври 1615 г. в Мерзебург за граф Хиронимус Фугер фон Кирхберг-Вайсенхорн (1584 – 1633) и 1634 г. за Паул цу Шпаур и Флавон.
Ото Хайнрих Фугер започва кариерата си на испанска служба вероятно през 1617 г. против Венеция, става полковник и по-късно генерал. Император Фердинанд III го издига на граф. През 1628 г. Ото Хайнрих Фугер получава от испанския крал „Ордена на златното руно“. През 1635 г. той е императорски губернатор в Аугсбург.
Ото Хайнрих Фугер умира на 2 октомври 1644 г. и е погребан в църквата „Св. Улрих“ в Аугсбург.

## Фамилия
Ото Хайнрих Фугер фон Кирхберг-Вайсенхорн се жени на 29 октомври 1612 г. в Аугсбург за Анна фон Папенхайм (* ок. 1584; † 13 септември 1616 в Грьоненбах), маршалка на Папенхайм, вдовица на Хайнрих Филип фон Рехберг († септември 1611), дъщеря на маршал Александер II фон Папенхайм (1530 – 1612) и Маргарета фон Сиргенщайн. С нея господството Грьоненбах отива на Фугерите. Те нямат деца.
Ото Хайнрих Фугер фон Кирхберг-Вайсенхорн се жени втори път на 10 септември 1618 г. в дворец Цайл за фрайин Мария Елизабет фон Валдбург-Цайл (* 1600; † 22 юли 1660 в Аугсбург), дъщеря на фрайхер имперски трушсес Фробен фон Валдбург-Цайл (1569 – 1614) и Анна Мария фрайин фон Тьоринг (1578 – 1636). Те имат 18 деца:
- Бонавентура Фугер фон Кирхберг-Вайсенхорн (30 януари 1619 – 13 декември 1693), граф на Кирхберг-Вайсенхорн, господар на Кирххайм и Шмихен, женен на 14 ноември 1649 в Мюнхен за фрайин Клаудия фон Мерци (1631 – 1708)
- Себастиан Фугер фон Кирхберг-Вайсенхорн (7 декември 1620 – 20 юли 1677 в Аугсбург), господар на Нордендорф, Вьорт, Матсис и Дутенщайн, женен 1656 г. за Мария Клаудия Хундбис фон Валтрамс († 1702)
- Мария Анна (1622 – ?)
- Мария Йохана (9 юни 1623 в Аугсбург – 4 февруари 1691)
- Мария Елизабет (27 септември 1624 – 1626)
- Максимилиан (1626 – 1626)
- Кристиан Фробен Фугер фон Кирхберг-Вайсенхорн (10 август 1627 в Мюнхен – 21 януари 1672), женен на 25 ноември 1660 г. за графиня Анна Елизабет фон Палавичини († 1683)
- Мария Магдалена (* 19 юли 1628 в Мюнхен – ?), омъжена 1651 г. за граф Йозеф фон Тауфкирхен-Гутенбург († 1697)
- Мария Франциска (12 август 1629 – 12 юли 1673), омъжена на 8 август 1650 г. във Вайсенхорн за граф Албрехт Фугер фон Кирхберг-Вайсенхорн (1624 – 1692)
- Мария Рената (31 юли 1630 – 23 септември 1669), омъжена на 6 юни 1659 г. за Франц Игнац фрайхер фон Швенди, господар на Хоенландсберг (1628 – 1686)
- Йохан Ото Фугер граф фон Кирхберг-Вайсенхорн-Грьоненбах (15 август 1631 в Мюнхен – 26 юли 1687 в Хамбах при Дюселдорф), женен на 17 ноември 1667 г. за Клара Доротея, фрайин фон Велсперг-Примьор (1647 – 1711)
- Хайнрих (1632 – ?)
- Франц Игнац (1635 – 1635)
- Ото Хайнрих (1635 – 1635)
- Фердинанд (24 юни 1636 – ?)
- Паул (13 октомври 1637 в Аугсбург – 27 април 1701 в Мюнхен), господар на Микхаузен и Дутенщайн, женен I. на 7 януари 1666 г. в Инсбрук за Мария Клаудия Хаузман фон Намеди († 1684), II. на 1 юли 1685 г. в Св. Петер, Мюнхен за Мари Анне Катерине ди Сан Мартино (1651 – 1729)
- Мария Терезия (20 април 1639 – 1639)
- Мария Анна (14 октомври 1640 в Аугсбург – ?)